# Грег Нікотеро
Гре́горі «Грег» Нікоте́ро (нар. 15 березня 1963) — американський творець спецефектів гриму, телевізійний продюсер і режисер. Його перша серйозна робота в гримі зі спецефектами була над фільмом Джорджа А. Ромеро «День мерців» (1985), під керівництвом Ромеро та ветерана ефектів гриму Тома Савіні.
У 1988 році разом з Робертом Курцманом і Говардом Бергером він створив студію KNB EFX Group, спеціального гриму, яка працювала над понад 400 кіно та телевізійними проєктами. KNB отримав численні нагороди, у тому числі премію «Еммі» у 2001 році за роботу над мінісеріалом каналу SyFy Channel «Дюна Френка Герберта» та премію «Оскар» у 2006 році за досягнення в гримі для Хроніки Нарнії: Лев, чаклунка та шафа.
Зараз він працює виконавчим продюсером, керівником ефектів спеціального гриму та головним режисером серіалів AMC «Ходячі мерці» і «Бійтеся ходячих мерців». Нікотеро зняв 31 епізод «Ходячих мерців» і є автором вебсеріалу «Ходячі мерці: веб-ізоди».

## Фільмографія

### Спецефекти
- 1985 — Казки з темного боку (т/с) епізод: Halloween Candy
- 1985 — День мерців
- 1986 — З іншого виміру
- 1987 — Зловісні мерці 2 (в титрах не вказаний)
- 1987 — Калейдоскоп жахів 2
- 1987 — Хижак (в титрах не вказаний)
- 1988 — Фантазм 2
- 1989 — Глибинна зірка шість
- 1989 — Будинок 3: Шоу жахів
- 1989 — Кошмар на вулиці В'язів 5: Дитя сну
- 1990 — Наречена реаніматора
- 1990 — Нічний янгол
- 1990 — Нічний прокляття
- 1990 — Той, що танцює з вовками
- 1992 — Помутніння розуму
- 1992 — Зловісні мерці 3: Армія темряви
- 1992 — Лікар Посмішка
- 1993 — Мішки для трупів (ТВ)
- 1993 — Джейсон відправляється в пекло: Остання п'ятниця
- 1993 — Шкуродер
- 1994 — Пекельна помста-2. Криваві крила
- 1995 — За межею можливого (т/с) епізод: «Пісчані королі»
- 1995 — Людина пітьми 2
- 1995 — Король ілюзій
- 1996 — Стирач
- 1999 — Кажани
- 2000 — Павуки
- 2000 — Крокодил
- 2000 — Ніккі-диявол молодший
- 2000 — Дюна (серіал)
- 2001 — Еволюція
- 2001 — Хранитель душ
- 2002 — Море Солтона
- 2002 — Відлік убивств
- 2002 — Бабба Хо-Теп
- 2002 — Лихоманка
- 2003 — Ідентифікація
- 2003 — Халк
- 2003 — Діти шпигунів-3D: Кінець гри
- 2003 — Техаська різанина бензопилою
- 2004 — Тремтіння землі 4: Легенда починається
- 2004 — Blind
- 2004 — Народження перевертня
- 2004 — Лемоні Снікет: 33 нещастя
- 2005—2006 — Майстри жахів (телесеріал) 22 епізода
- 2006 — Безнадія (ТВ)
- 2006 — Смішне пекло
- 2006 — Техаська різанина бензопилою: Початок
- 2006 — Казино Рояль
- 2007 — Жнива
- 2007 — Трансформери
- 2007 — Суперпес
- 2007 — Wretched
- 2008 — X
- 2008 — Хроніки Нарнії: Принц Каспіан
- 2008 — Індіана Джонс і королівство кришталевого черепа (в титрах не вказаний)
- 2009 — Трансформери: Помста полеглих
- 2009 — Химера
- 2010 — На межі темряви
- 2010 — Хижаки
- 2010 — Дзеркала 2
- 2011 — Торчвуд (телесериал) 9 эпизодов
- 2012 — Сірий
- 2013 — Hole to Hole! (TV Movie)
- 2014 — Історія дельфіна 2
- 2015 — Анабель